# (1298) Nocturna
(1298) Nocturna es el asteroide número 1298 situado en el cinturón principal. Fue descubierto por el astrónomo Karl Wilhelm Reinmuth  desde el observatorio de Heidelberg, el 7 de enero de 1934. Su designación alternativa es 1934 AE. Está nombrado por la palabra latina de igual significado en español.